# Wecke (Heraldik)
Eine Wecke (auch Wachel, Wackel oder Kärtchen) bezeichnet in der Heraldik eine Raute, die etwas schlanker als ein Quadrat ist. Geweckt bezeichnet ein Muster aus gleich großen und gleich gerichteten Wecken.

## Gestaltung und Blasonierung
Das Muster entsteht durch mehrmalige Schrägteilung des Wappenschildes oder Wappenfeld nach rechts und links. Die daraus entstehenden geometrischen Figuren sind auf Spitze gestellte Rhomben. Beschrieben wird dann das Wappen oder das Wappenfeld als geweckt. Sind die Rhomben dicklich, also ein verschobenes Quadrat, werden diese als Rautung (gerautet), schlanker (zwei stumpfe und zwei spitze Winkel) als Wecke, sehr schlank als Spindeln (gespindelt). Einzelstehende Figuren werden selten Wecke genannt, hier verwendet man vorzugsweise Raute oder Spindel. Der Übergang von Raute und Wecke zur Spindel ist fließend – wie immer zählt in der Heraldik der Wortlaut der Blasonierung, die Darstellung steht dem Wappenzeichner dann in Grenzen frei oder folgt der Tradition.
In der älteren Heraldik wurde kein Unterschied zwischen Rauten und Wecken gemacht, und die Unterscheidung findet sich auch nur in der deutschen Heraldik und gebietsweise. So kann man die weißen und blauen Rauten in der bayerischen Staatsflagge in der üblichen Darstellung auch geweckt beschreiben.
Die Lage und Anzahl der Wecken muss genau beachtet und beschrieben (Blasonierung) werden, da hier für den Heraldiker die Unterschiede liegen. Bei senkrechter Lage der Wecken bezüglich ihrer Längsachse handelt es sich um den Normalfall, dann nennt man es geweckt (analog gerautet), bei anderen Lagen mit Zusatz. Es gelten hier dieselben Regeln, die bei der Raute beschrieben sind.
Besondere Heroldsbilder mit der Wecke sind Weckenbalken, Weckenkreuz und das Wehrgehänge. Letzteres ist eine ältere Bezeichnung für schräggelegte zusammenhängende Wecken (oder auch Rauten) auf der Teilungslinie.
Hinzu kommen die „Teckschen Wecken“ beim Adelsgeschlecht der Herzöge von Teck.

## Beispiele

Silber und Blau schräg geweckt (kurpfälzische Rauten (Wecken), Neckar-Odenwald-Kreis)
Von Silber und Blau (vier Spalten) quergeweckt (Oftersheim)
Drei Wecken im Wappen von Ismaning
Wehrgehänge im Wappen derer von Metzradt
Biel-Benken BL
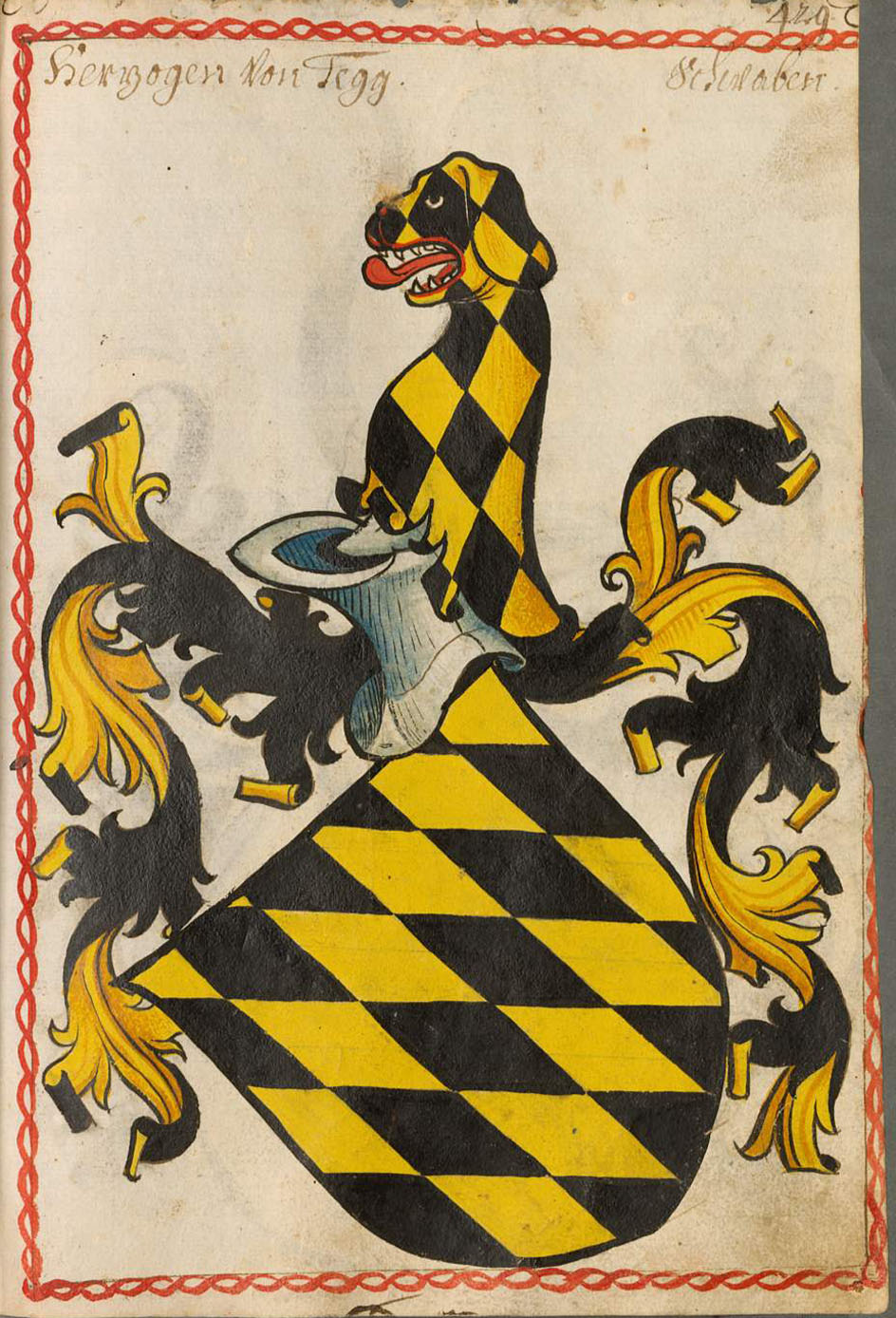
Wappen der Herzöge von Teck Scheiblersches Wappenbuch 1450–1480
Drei aneinanderhängende, an den Rändern anstoßende Wecken in verwechselter Tinktur im Wappen der Wambolt von Umstadt